# Rhynchopalpus brunella
Rhynchopalpus brunella är en fjärilsart som beskrevs av George Francis Hampson 1893. Rhynchopalpus brunella ingår i släktet Rhynchopalpus och familjen trågspinnare. Inga underarter finns listade.